# La Revista Peninsular
La Revista Peninsular es un semanario de información y análisis político editado en 1988 por su fundador, Eduardo R. Menendez Rodríguez, en la ciudad de Mérida, Yucatán, México. Hoy su director general es Rodrigo Menéndez Cámara.

## Sobre la publicación
La Revista Peninsular es epígono de otras antecesoras suyas, capitaneadas por el periodista Carlos R. Menéndez González, abuelo del director fundador y bisabuelo de quien dirige hoy ese semanario.